# Ojajärvi (sjö i Södra Österbotten)
Ojajärvi är en sjö i Finland. Den ligger i kommunen Alajärvi i landskapet Södra Österbotten, i den centrala delen av landet, 300 km norr om huvudstaden Helsingfors. Ojajärvi ligger 118,3 meter över havet. I omgivningarna runt Ojajärvi växer i huvudsak blandskog. Den är 4,69 meter djup. Arean är 1,34 kvadratkilometer och strandlinjen är 10,24 kilometer lång. Sjön  ingår i Esse å huvudavrinningsområde. 